# Посёлок шахты № 1
шахты № 1 — посёлок в Киреевском районе Тульской области в составе городского поселения город Киреевск.

## География
Находится в центральной части Тульской области на расстоянии приблизительно 2 км на северо-восток по прямой от города Киреевск, административного центра района.

## История
Как отдельный населенный пункт показан уже только на карте 1988 года.

## Население
| 2010 |
| ---- |
| 2    |

Постоянное население составляло 2 человека в 2010 году.